# Rally de Estonia de 2022
El Rally de Estonia de 2022, oficialmente 12. WRC Rally Estonia, fue la séptima ronda de la temporada 2022 del Campeonato Mundial de Rally. Se celebró del 14 al 17 de julio y contó con un itinerario de veinticuatro tramos sobre tierra que sumaban un total de 314.26 km cronometrados. Fue también la séptima ronda de los campeonatos WRC2 y WRC 3.
En el escenario en donde un año atrás consiguió su primera victoria mundialista, Kalle Rovanperä volvió a conseguir la victoria poniendo la directa en su camino hacia el título mundial. Luego de obtener la punta de la competencia en la última etapa del viernes, no la abandonó hasta cruzar la meta como vencedor, su ritmo en condiciones difíciles no fue igualada ni por su compañero de equipo Elfyn Evans, ni por el ídolo local Ott Tänak quien no pudo igualar el ritmo de los dos Toyota.
En el WRC-2, el noruego Andreas Mikkelsen regresó a la victoria luego de dos abandonos por problemas mecánicos en las rondas de Portugal y Cerdeña, en su camino a la victoria tuvo un duro rival en Teemu Suninen quien le plantó cara a Mikkelsen, pero finalmente tuvo que conformarse con la segunda plaza. El tercer lugar le pertenecía a Marco Bulacia hasta que un accidente en la penúltima etapa lo hizo abandonar otorgándole la última plaza del podio al finés Emil Lindholm.
En el WRC-3, el finés Sami Pajari cimentó su camino al título de la categoría al conseguir su tercera victoria de la temporada, el camino de Pajari no fue nada fácil ya que tuvo que prevalecer a un problema en el diferencial en el tercer día de competencia. Ni Lauri Joona, ni William Creighton pudieron con el ritmo de Pajari teniendo que conformarse ambos con la segunda y tercera posición, respectivamente. Además de la victoria en el WRC-3 Open, Sami Pajari obtuvo la victoria en el WRC-3 Junior a falta de una fecha del final del certamen, imponiéndose al local Robert Virves y al británico Jon Armstrong.

## Lista de inscritos
| Num.                       | Piloto                                                        | Copiloto                                                             | Automóvil              | Equipo                           | Neu. |
| -------------------------- | ------------------------------------------------------------- | -------------------------------------------------------------------- | ---------------------- | -------------------------------- | ---- |
| 2                          | Oliver Solberg                                                | Elliott Edmondson                                                    | Hyundai i20 N Rally1   | Hyundai Shell Mobis WRT          | P    |
| 4                          | Esapekka Lappi                                                | Janne Ferm                                                           | Toyota GR Yaris Rally1 | Toyota Gazoo Racing WRT          | P    |
| 7                          | Pierre-Louis Loubet                                           | Vincent Landais                                                      | Ford Puma Rally1       | M-Sport Ford WRT                 | P    |
| 8                          | Ott Tänak                                                     | Martin Järveoja                                                      | Hyundai i20 N Rally1   | Hyundai Shell Mobis WRT          | P    |
| 11                         | Thierry Neuville                                              | Martijn Wydaeghe                                                     | Hyundai i20 N Rally1   | Hyundai Shell Mobis WRT          | P    |
| 16                         | Adrien Fourmaux                                               | Alexandre Coria                                                      | Ford Puma Rally1       | M-Sport Ford WRT                 | P    |
| 18                         | Takamoto Katsuta                                              | Aaron Johnston                                                       | Toyota GR Yaris Rally1 | Toyota Gazoo Racing WRT NG       | P    |
| 33                         | Elfyn Evans                                                   | Scott Martin                                                         | Toyota GR Yaris Rally1 | Toyota Gazoo Racing WRT          | P    |
| 42                         | Craig Breen                                                   | Paul Nagle                                                           | Ford Puma Rally1       | M-Sport Ford WRT                 | P    |
| 44                         | Gus Greensmith                                                | Jonas Andersson                                                      | Ford Puma Rally1       | M-Sport Ford WRT                 | P    |
| 69                         | Kalle Rovanperä                                               | Jonne Halttunen                                                      | Toyota GR Yaris Rally1 | Toyota Gazoo Racing WRT          | P    |
| World Rally Championship 2 |                                                               |                                                                      |                        |                                  |      |
| 20                         | Teemu Suninen                                                 | Mikko Markkula                                                       | Hyundai i20 N Rally2   | Hyundai Motorsport N             | P    |
| 21                         | Andreas Mikkelsen                                             | Torstein Eriksen                                                     | Škoda Fabia Rally2 Evo | Toksport WRT                     | P    |
| 22                         | Egon Kaur                                                     | Silver Simm                                                          | Volkswagen Polo GTI R5 | Egon Kaur                        | P    |
| 23                         | Hayden Paddon                                                 | John Kennard                                                         | Hyundai i20 N Rally2   | Hayden Paddon                    | P    |
| 24                         | Georg Linnamäe                                                | James Morgan                                                         | Volkswagen Polo GTI R5 | ALM Motorsport                   | P    |
| 25                         | Kajetan Kajetanowicz                                          | Maciej Szczepaniak                                                   | Škoda Fabia Rally2 Evo | Kajetan Kajetanowicz             | P    |
| 26                         | Marco Bulacia                                                 | Diego Vallejo                                                        | Škoda Fabia Rally2 Evo | Toksport WRT                     | P    |
| 27                         | Emil Lindholm                                                 | Reeta Hämäläinen                                                     | Škoda Fabia Rally2 Evo | Toksport WRT 2                   | P    |
| 28                         | [[Archivo:ANA flag (2017).svg\|border\|20px]] Nikolay Gryazin | [[Archivo:ANA flag (2017).svg\|border\|20px]] Konstantin Aleksandrov | Škoda Fabia Rally2 Evo | Toksport WRT 2                   | P    |
| 29                         | Jari Huttunen                                                 | Mikko Lukka                                                          | Ford Fiesta Rally2     | M-Sport Ford WRT                 | P    |
| 30                         | Mikołaj Marczyk                                               | Szymon Gospodarczyk                                                  | Škoda Fabia Rally2 Evo | Mikołaj Marczyk                  | P    |
| 31                         | Emilio Fernández                                              | Axel Coronado                                                        | Škoda Fabia Rally2 Evo | Emilio Fernández                 | P    |
| 32                         | Sean Johnston                                                 | Alexander Kihurani                                                   | Citroën C3 Rally2      | Saintéloc Junior Team            | P    |
| 34                         | Fabrizio Zaldivar                                             | Marcelo Der Ohannesian                                               | Hyundai i20 N Rally2   | Hyundai Motorsport N             | P    |
| 35                         | Priit Koik                                                    | Kristo Tamm                                                          | Ford Fiesta Rally2     | Priit Koik                       | P    |
| 36                         | Gregor Jeets                                                  | Timo Taniel                                                          | Škoda Fabia Rally2 Evo | Gregor Jeets                     | P    |
| 37                         | Bruno Bulacia                                                 | Marc Martí                                                           | Škoda Fabia Rally2 Evo | Bruno Bulacia Wilkinson          | P    |
| 38                         | Josh McErlean                                                 | James Fulton                                                         | Hyundai i20 N Rally2   | Josh McErlean                    | P    |
| 39                         | Mauro Miele                                                   | Luca Beltrame                                                        | Škoda Fabia Rally2 Evo | Mauro Miele                      | P    |
| 40                         | Luke Anear                                                    | Andrew Sarandis                                                      | Ford Fiesta Rally2     | Luke Anear                       | P    |
| World Rally Championship 3 |                                                               |                                                                      |                        |                                  |      |
| 43                         | Lauri Joona                                                   | Mikael Korhonen                                                      | Ford Fiesta Rally3     | Lauri Joona                      | P    |
| 45                         | Sami Pajari                                                   | Enni Mälkönen                                                        | Ford Fiesta Rally3     | Sami Pajari                      | P    |
| 47                         | William Creighton                                             | Liam Regan                                                           | Ford Fiesta Rally3     | Motorsport Ireland Rally Academy | P    |
| 48                         | Roope Korhonen                                                | Anssi Viinikka                                                       | Ford Fiesta Rally3     | Roope Korhonen                   | P    |
| 49                         | McRae Kimathi                                                 | Mwangi Kioni                                                         | Ford Fiesta Rally3     | McRae Kimathi                    | P    |
| Fuente: ewrc-results.com   |                                                               |                                                                      |                        |                                  |      |

## Itinerario
| Día                     | Tramo | Nombre                 | Distancia | Ganador de la etapa       | Automóvil                                   | Tiempo  | Líder de la general |
| ----------------------- | ----- | ---------------------- | --------- | ------------------------- | ------------------------------------------- | ------- | ------------------- |
| Día 1 (14 de julio)     | -     | Abissaare (Shakedown)  | 6.23 km   | Esapekka Lappi            | Toyota GR Yaris Rally1                      | 2:53.3  | -                   |
| Día 1 (14 de julio)     | SS1   | Visit Estonia Tartu 1  | 1.66 km   | Craig Breen               | Ford Puma Rally1                            | 1:38.7  | Craig Breen         |
| Día 3 (15 de julio)     | SS2   | Peipisääre 1           | 24.35 km  | Elfyn Evans               | Toyota GR Yaris Rally1                      | 13:24.7 | Elfyn Evans         |
| Día 3 (15 de julio)     | SS3   | Mustvee 1              | 17.09 km  | Elfyn Evans               | Toyota GR Yaris Rally1                      | 8:57.2  | Elfyn Evans         |
| Día 3 (15 de julio)     | SS4   | Raanitsa 1             | 21.45 km  | Elfyn Evans               | Toyota GR Yaris Rally1                      | 10:18.5 | Elfyn Evans         |
| Día 3 (15 de julio)     | SS5   | Vastsemõisa 1          | 6.70 km   | Elfyn Evans               | Toyota GR Yaris Rally1                      | 4:16.8  | Elfyn Evans         |
| Día 3 (15 de julio)     | SS6   | Peipisääre 2           | 24.35 km  | Elfyn Evans               | Toyota GR Yaris Rally1                      | 13:37.5 | Elfyn Evans         |
| Día 3 (15 de julio)     | SS7   | Mustvee 2              | 17.09 km  | Kalle Rovanperä           | Toyota GR Yaris Rally1                      | 8:58.6  | Elfyn Evans         |
| Día 3 (15 de julio)     | SS8   | Raanitsa 2             | 21.45 km  | Kalle Rovanperä           | Toyota GR Yaris Rally1                      | 10:24.4 | Elfyn Evans         |
| Día 3 (15 de julio)     | SS9   | Vastsemõisa 2          | 6.70 km   | Kalle Rovanperä           | Toyota GR Yaris Rally1                      | 4:23.2  | Kalle Rovanperä     |
| Día 3 (16 de julio)     | SS10  | Elva 1                 | 11.73 km  | Elfyn Evans               | Toyota GR Yaris Rally1                      | 5:57.2  | Kalle Rovanperä     |
| Día 3 (16 de julio)     | SS11  | Mäeküla 1              | 10.27 km  | Kalle Rovanperä           | Toyota GR Yaris Rally1                      | 5:48.1  | Kalle Rovanperä     |
| Día 3 (16 de julio)     | SS12  | Otepää 1               | 17.08 km  | Kalle Rovanperä           | Toyota GR Yaris Rally1                      | 8:30.5  | Kalle Rovanperä     |
| Día 3 (16 de julio)     | SS13  | Neeruti 1              | 7.79 km   | Kalle Rovanperä           | Toyota GR Yaris Rally1                      | 4:38.9  | Kalle Rovanperä     |
| Día 3 (16 de julio)     | SS14  | Elva 2                 | 11.73 km  | Kalle Rovanperä           | Toyota GR Yaris Rally1                      | 5:57.5  | Kalle Rovanperä     |
| Día 3 (16 de julio)     | SS15  | Mäekülä 2              | 10.27 km  | Kalle Rovanperä           | Toyota GR Yaris Rally1                      | 5:43.6  | Kalle Rovanperä     |
| Día 3 (16 de julio)     | SS16  | Otepää 2               | 17.08 km  | Kalle Rovanperä           | Toyota GR Yaris Rally1                      | 8:34.9  | Kalle Rovanperä     |
| Día 3 (16 de julio)     | SS17  | Neeruti 2              | 7.79 km   | Kalle Rovanperä           | Toyota GR Yaris Rally1                      | 4:41.4  | Kalle Rovanperä     |
| Día 3 (16 de julio)     | SS18  | Toyota Tartu 2         | 1.66 km   | Adrien Fourmaux           | Ford Puma Rally1                            | 1:39.8  | Kalle Rovanperä     |
| Día 4 (17 de julio)     | SS19  | Tartu vald 1           | 6.56 km   | Kalle Rovanperä           | Toyota GR Yaris Rally1                      | 5:41.5  | Kalle Rovanperä     |
| Día 4 (17 de julio)     | SS20  | Kanepi 1               | 16.48 km  | Ott Tänak Kalle Rovanperä | Hyundai i20 N Rally1 Toyota GR Yaris Rally1 | 8:09.6  | Kalle Rovanperä     |
| Día 4 (17 de julio)     | SS21  | Kambja 1               | 15.95 km  | Kalle Rovanperä           | Toyota GR Yaris Rally1                      | 8:48.8  | Kalle Rovanperä     |
| Día 4 (17 de julio)     | SS22  | Tartu vald 2           | 6.56 km   | Esapekka Lappi            | Toyota GR Yaris Rally1                      | 5:38.7  | Kalle Rovanperä     |
| Día 4 (17 de julio)     | SS23  | Kanepi 2               | 16.48 km  | Esapekka Lappi            | Toyota GR Yaris Rally1                      | 8:16.4  | Kalle Rovanperä     |
| Día 4 (17 de julio)     | SS24  | Kambja 2 (Power Stage) | 15.95 km  | Kalle Rovanperä           | Toyota GR Yaris Rally1                      | 9:18.2  | Kalle Rovanperä     |
| Fuente:ewrc-results.com |       |                        |           |                           |                                             |         |                     |

### Power stage
El power stage fue una etapa de 15.95 km al final del rally. Se otorgaron puntos adicionales a los cinco más rápidos.
| Pos. | Piloto            | Copiloto         | Coche                  | Equipo                     | Tiempo | Puntos |
| ---- | ----------------- | ---------------- | ---------------------- | -------------------------- | ------ | ------ |
| 1    | Kalle Rovanperä   | Jonne Halttunen  | Toyota GR Yaris Rally1 | Toyota Gazoo Racing WRT    | 9:18.2 | 5      |
| 2    | Elfyn Evans       | Scott Martin     | Toyota GR Yaris Rally1 | Toyota Gazoo Racing WRT    | +22.5  | 4      |
| 3    | Andreas Mikkelsen | Torstein Eriksen | Škoda Fabia Rally2 Evo | Toksport WRT               | +24.7  | 3      |
| 4    | Esapekka Lappi    | Janne Ferm       | Toyota GR Yaris Rally1 | Toyota Gazoo Racing WRT    | +35.5  | 2      |
| 5    | Takamoto Katsuta  | Aaron Johnston   | Toyota GR Yaris Rally1 | Toyota Gazoo Racing WRT NG | +39.0  | 1      |

## Clasificación final
| World Rally Championship   | World Rally Championship | World Rally Championship | World Rally Championship | World Rally Championship | World Rally Championship |
| Pos.                       | Piloto                   | Copiloto                 | Automóvil                | Tiempo                   | Puntos                   |
| -------------------------- | ------------------------ | ------------------------ | ------------------------ | ------------------------ | ------------------------ |
| 1                          | Kalle Rovanperä          | Jonne Halttunen          | Toyota GR Yaris Rally1   | 2:54:29.0                | 25                       |
| 2                          | Elfyn Evans              | Scott Martin             | Toyota GR Yaris Rally1   | +1:00.9                  | 18                       |
| 3                          | Ott Tänak                | Martin Järveoja          | Hyundai i20 N Rally1     | +1:55.7                  | 15                       |
| 4                          | Thierry Neuville         | Martijn Wydaeghe         | Hyundai i20 N Rally1     | +3:53.3                  | 12                       |
| 5                          | Takamoto Katsuta         | Aaron Johnston           | Toyota GR Yaris Rally1   | +4:13.4                  | 10                       |
| 6                          | Esapekka Lappi           | Janne Ferm               | Toyota GR Yaris Rally1   | +4:49.1                  | 8                        |
| 7                          | Adrien Fourmaux          | Alexandre Coria          | Ford Puma Rally1         | +5:09.2                  | 6                        |
| 8                          | Andreas Mikkelsen        | Torstein Eriksen         | Škoda Fabia Rally2 Evo   | +11:01.8                 | 4                        |
| 9                          | Teemu Suninen            | Mikko Markkula           | Hyundai i20 N Rally2     | +11:27.1                 | 2                        |
| 10                         | Emil Lindholm            | Reeta Hämäläinen         | Škoda Fabia Rally2 Evo   | +13:04.8                 | 1                        |
| World Rally Championship 2 |                          |                          |                          |                          |                          |
| 1 (8.)                     | Andreas Mikkelsen        | Torstein Eriksen         | Škoda Fabia Rally2 Evo   | 3:05:30.8                | 25                       |
| 2 (9.)                     | Teemu Suninen            | Mikko Markkula           | Hyundai i20 N Rally2     | +25.3                    | 18                       |
| 3 (10.)                    | Emil Lindholm            | Reeta Hämäläinen         | Škoda Fabia Rally2 Evo   | +2:03.0                  | 15                       |
| 4 (11.)                    | Jari Huttunen            | Mikko Lukka              | Ford Fiesta Rally2       | +3:27.0                  | 12                       |
| 5 (12.)                    | Kajetan Kajetanowicz     | Maciej Szczepaniak       | Škoda Fabia Rally2 Evo   | +5:06.9                  | 10                       |
| 6 (14.)                    | Emilio Fernández         | Axel Coronado            | Škoda Fabia Rally2 Evo   | +5:29.2                  | 8                        |
| 7 (15.)                    | Georg Linnamäe           | James Morgan             | Volkswagen Polo GTI R5   | +6:02.2                  | 6                        |
| 8 (19.)                    | Josh McErlean            | James Fulton             | Hyundai i20 N Rally2     | +10:05.9                 | 4                        |
| 9 (20.)                    | Fabrizio Zaldivar        | Marcelo Der Ohannesian   | Hyundai i20 N Rally2     | +10:22.0                 | 2                        |
| 10 (22.)                   | Sean Johnston            | Alexander Kihurani       | Citroën C3 Rally2        | +10:46.9                 | 1                        |
| World Rally Championship 3 |                          |                          |                          |                          |                          |
| 1 (16.)                    | Sami Pajari              | Enni Mälkönen            | Ford Fiesta Rally3       | 3:13:58.6                | 25                       |
| 2 (21.)                    | Lauri Joona              | Mikael Korhonen          | Ford Fiesta Rally3       | +2:15.7                  | 18                       |
| 3 (23.)                    | William Creighton        | Liam Regan               | Ford Fiesta Rally3       | +3:46.3                  | 15                       |
| 4 (29.)                    | McRae Kimathi            | Mwangi Kioni             | Ford Fiesta Rally3       | +39:13.6                 | 12                       |
| 5 (33.)                    | Roope Korhonen           | Anssi Viinikka           | Ford Fiesta Rally3       | +1:14:48.3               | 10                       |
| Fuente: ewrc-results.com   |                          |                          |                          |                          |                          |

## Clasificaciones tras el rally
| Posición | Piloto           | Puntos | Cambios de posición |
| -------- | ---------------- | ------ | ------------------- |
| 1        | Kalle Rovanperä  | 175    | Sin cambios         |
| 2        | Thierry Neuville | 92     | Sin cambios         |
| 3        | Elfyn Evans      | 79     | Crecimiento         |
| 4        | Ott Tänak        | 77     | Decrecimiento       |
| 5        | Takamoto Katsuta | 73     | Decrecimiento       |

| Posición | Equipo                     | Puntos | Cambios de posición |
| -------- | -------------------------- | ------ | ------------------- |
| 1        | Toyota Gazoo Racing WRT    | 298    | Sin cambios         |
| 2        | Hyundai Shell Mobis WRT    | 211    | Sin cambios         |
| 3        | M-Sport Ford WRT           | 157    | Sin cambios         |
| 4        | Toyota Gazoo Racing WRT NG | 80     | Sin cambios         |